# De vulgari eloquentia

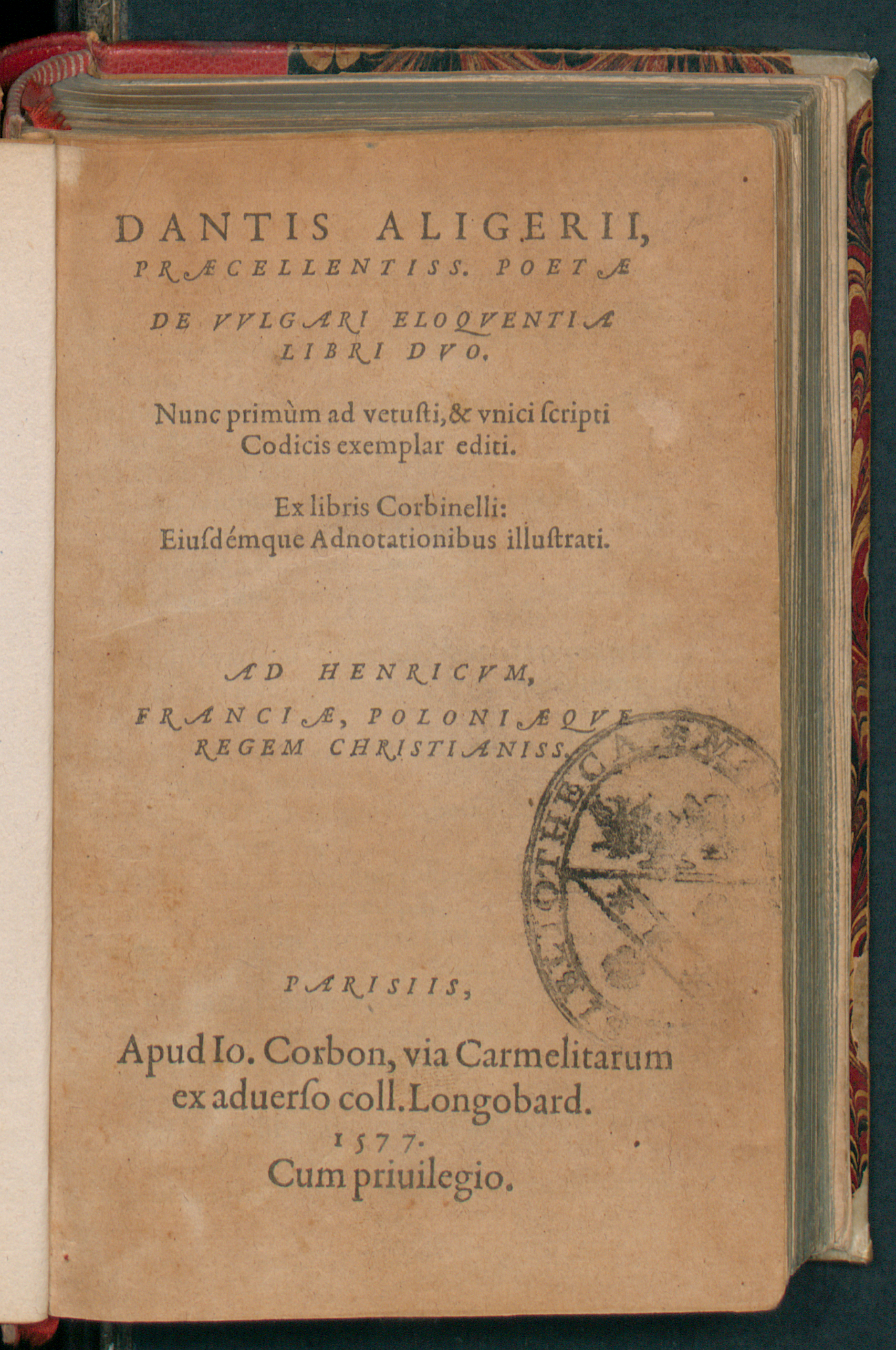
De vulgari eloquentia, 1577

De vulgari eloquentia (O języku pospolitym) – traktat językoznawczy Dantego Alighieri poświęcony włoskim dialektom, pisany między 1304 a 1307. 
De vulgari eloquentia składa się z dwóch ksiąg, z których druga nie została ukończona. Traktat napisany jest po łacinie i związany jest z dążeniami włoskich ludzi nauki i sztuki propagujących używanie języka ludowego (volgare) w piśmiennictwie naukowym, literackim i religijnym. 
Autor traktatu zastanawia się nad możliwością użycia dialektów włoskich w piśmiennictwie naukowym oraz próbuje ustalić zasady dla jednolitego, szlachetnego języka narodowego, stosownego do takich właśnie celów.
Traktat jest analizowany w W poszukiwaniu języka uniwersalnego Umberto Eco jako pierwszy utwór chrześcijańskiej Europy odnoszący się do doskonałego języka.
Przekład fragmentu traktatu (księga I, rozdziały I-VII) autorstwa Włodzimierza Olszańca opublikowany został w: "Młoda Polonistyka" 1998, nr 2 s. 79-89. Tegoż tłumacza przekład całości dzieła ukazał się w Kętach w roku 2002 pod tytułem O języku pospolitym.